# Andrei Găluț
Andrei Găluț (n. 2 august 1984, Arad, România) este un solist român de muzică rock. A fost câștigătorul ediției 2007–08 a emisiunii Megastar, de la Prima TV. În 2008, Andrei a primit Diploma de Onoare a orașului Arad ca urmare a contribuției sale la recunoasterea culturală a municipiului Arad. Andrei a fost vocalistul trupei de metal Goodbye to Gravity, înființată în 2011.
După incendiul din clubul Colectiv, Andrei Găluț și-a încetat activitatea muzicală.

## Incendiul din clubul Colectiv
La concertul gratuit de pe 30 octombrie 2015 din clubul Colectiv, Andrei Găluț lansa împreună cu trupa Goodbye to Gravity noul album al acesteia, Mantras of War.
În urma incendiului din Colectiv, Găluț a suferit arsuri pe 45% din suprafața corpului (pe mâini, față și umăr), arsuri ale căilor respiratorii și o puternică intoxicație cu fum; a fost inițial internat în stare gravă la Spitalul Elias din București unde a fost traheostomizat și ventilat mecanic. Sâmbătă, 7 noiembrie 2015, a fost transferat în Olanda, unde a fost internat la secția de terapie intensivă Rode Kruis Ziekenhuis - Beverwijk Ward (Spitalul Crucii Roșii din Beverwijk).
În urma incendiului, ceilalți membri ai trupei, Mihai Alexandru, Vlad Țelea, Bogdan Lavinius Enache și Alex Pascu au decedat.
După mai multe intervenții chirurgicale efectuate la Beverwijk, Găluț a început recuperarea la o clinică privată din Germania. Recuperarea se concentrează mai ales pe refacerea prin fizioterapie și kinetoterapie a controlului asupra mâinii drepte, care a fost cea mai afectată de incendiu.